# باز قاي
باز قاي (بالإنجليزية: Buzz Guy)‏ هو لاعب كرة قدم أمريكية أمريكي، ولد في 20 مارس 1936 في إلووود في الولايات المتحدة، وتوفي بنفس المكان في 25 نوفمبر 2010.

## وصلات خارجية
- باز قاي على موقع مرجع كرة القدم المحترفة.كوم (الإنجليزية)